# Lorena Peña
Lorena Guadalupe Peña Mendoza (San Salvador, 20 de diciembre de 1955) es una economista, política y excomandante guerrillera salvadoreña durante la guerra civil, dirigente del partido Frente Farabundo Marti para la Liberación Nacional, diputada de la República por el departamento de San Salvador y ostentaba el cargo de Primera Vicepresidenta de la Asamblea Legislativa de El Salvador.

## Trayectoria
La diputada del Frente Farabundo Martí para la Liberación Nacional (FMLN), Lorena Guadalupe Peña Mendoza, se convirtió el 14 de mayo de 2015 en la tercera mujer en la historia salvadoreña en presidir la Asamblea Legislativa de El Salvador, tras recibir el respaldo unánime en la votación nominal y pública para su elección, durante la Sesión de Instalación. El 8 de noviembre de 2016 fue sustituida en la presidencia de este congreso por el diputado Guillermo Gallegos.
La Diputada Lorena Peña, es economista de profesión, y desde joven se incorporó a la lucha social, como ella lo ha manifestado en reiteradas ocasiones, por la reivindicación de los derechos del pueblo salvadoreño y por las transformaciones del país en favor de las grandes mayorías.
En 1990, fue nombrada integrante de la Comisión Política Diplomática del FMLN y participó en las negociaciones de paz que concluyeron con la firma de los Acuerdos de Paz de Chapultepec, en el año de 1992.
En su trayectoria parlamentaria, se ha destacado como vicepresidenta de este parlamento, secretaria de Junta Directiva de la Asamblea Legislativa, Vicepresidenta del Parlamento Centroamericano, presidenta de la Comisión de Hacienda y Especial del Presupuesto en la pasada legislatura, entre otros.
Además, es militante y fundadora del FMLN, Secretaria Nacional de Cultura del FMLN y militante y fundadora del Movimiento de Mujeres Mélida Anaya Montes (Las Mélidas).
Es autora de varios ensayos sobre la condición de las mujeres en El Salvador, y de su libro autobiográfico “Retazos de mi vida, testimonio de una revolucionaria salvadoreña”, publicado por la Editorial Ocean Sur.
El 18 de septiembre de 2016 fue elegida por unanimidad como Presidenta de la Fedetación Democrática Internacional de Mujeres, FDIM, en su Congreso Mundial realizado en Bogotá, Colombia.